# Schlechte Zeiten für Gespenster
Schlechte Zeiten für Gespenster ist ein 1986 vom Hessischen Rundfunk produziertes und im Folgejahr ausgestrahltes Marionetten-Spiel der Augsburger Puppenkiste.

## Hintergrund
Der Film basiert auf dem gleichnamigen Buch von Walter Wippersberg. Dieses wurde noch im Erscheinungsjahr 1984 für ein dreiteiliges Hörspiel bearbeitet, an dem u. a. Evelyn Hamann beteiligt war. Im Februar 1986 begann die Augsburger Puppenkiste mit der Produktion des Fernsehfilms, der am 25. Februar 1987 im Ersten Deutschen Fernsehen seine Uraufführung fand.
Die jazzlastigen Musikstücke des Films sind auf den Soundtrack-Compact-Discs der Augsburger Puppenkiste zu hören. 2010 erschien Schlechte Zeiten für Gespenster auch auf DVD.

## Handlung
Eine Familie von Klopfgeistern lebt in einem alten Schloss. Ihr Dasein wird durcheinander gebracht, als an ihrer Behausung umfangreiche Bauarbeiten stattfinden, da es in ein Hotel umfunktioniert werden soll. Erschwerend kommt hinzu, dass Max, der Sohn der Familie, große Angst vor Menschen hat. Bei einem Verwandtschaftsbesuch kommt es deshalb zum Streit zwischen den Klopfgeistern und Onkel Dragul. Max’ angetrunkener Vater wettet schließlich mit dem Vampir, dass der Junge innerhalb einer Woche einen Menschen erschrecken wird.
Vater Klopfgeist ist vom Erfolg seines Sohnes überzeugt, da dieser die Theorie des Spukens schon aus der Geisterschule kennen müsste. Seine Versuche, vor Max’ Augen selbst Menschen zum Gruseln zu bringen, schlagen aber fehl. Die Großmutter nimmt sich der Sache an und geht mit dem Kleinen in ein Polizeirevier, um dort für Schrecken zu sorgen. Die Beamten halten beide aber für geflohene Insassen einer Psychiatrie und lassen am nächsten Tag nach ihnen fahnden. Dies wird von den anderen Geistern als eine solche Schmach angesehen, dass die Familie zu einem Tribunal auf dem Friedhof vorgeladen wird. Den Vorwürfen der anderen Gespenster tritt nur der Mann im Sarg entgegen, der eine weitere Chance für Max verlangt.
Mutter Klopfgeist schlägt ihrem Sohn vor, ein Kind zu erschrecken. Dies gilt zwar traditionell als unehrenhaft, aufgrund der Zeitumstände ist es aber nun unumgänglich. Max betritt nachts das Zimmer eines Jungen, der aber nur wenig Angst zeigt. Stattdessen spielen die beiden miteinander. Max hat damit seinen Auftrag aber wieder nicht erfüllt und wird zur Strafe verkleinert und in ein Gurkenglas gesteckt. Die anderen Gespenster verbannen die Familie. Die Klopfgeister können aber dank der Vermittlung eines Onkels in ein Burghotel in Schottland ziehen, wo Spuk zum Programm gehört. Sie erscheinen nun jede Nacht den Gästen, die nur ihretwegen in dem Haus gastieren. Aufgrund der schlechten Nachrichten aus ihrer alten Heimat, z. B. dass im Verlies des einstigen Schlosses eine Diskothek eingerichtet wurde, sind sie mit ihrem neuen Zuhause sehr zufrieden.

## Synchronisation (Auswahl)
| Rolle                                       | Stimme                   |
| ------------------------------------------- | ------------------------ |
| Max Klopfgeist                              | Ernst Herbert Hilbich    |
| Lilli Klopfgeist                            | Christel Peschke         |
| Mutter Klopfgeist                           | Claudia Hansmann-Strubel |
| Vater Klopfgeist                            | Dieter Goertz            |
| Oma Klopfgeist                              | Trude Breitschopf        |
| Opa Klopfgeist                              | Walter Schellemann       |
| Lehrer                                      | Herbert Meyer            |
| Tante Lilofee (Vater Klopfgeists Schwester) | Eva Maria Keller         |
| Onkel Dragul (Lilofees Ehemann)             | Wolfgang Reinsch         |
| Mann im Sarg                                | Sepp Wäsche              |